# Triglia FC
El Triglia FC (en griego: Ο Παναθλητικός Όμιλος Τρίγλιας) es un equipo de fútbol de Grecia que juega en la Beta Ethniki, la tercera división nacional.

## Historia
Fue fundado en el año 1952 en el municipio de Triglia, actual Nea Propontida, de la región de Chalkidiki como la sección de fútbol del club multideportivo PO Triglia y en sus primeros 30 años de existencia los pasó jugando en las ligas regionales hasta que logra por primera vez el ascenso a la Delta Ethniki en la temporada 1982/83.
El club estuvo cuatro temporadas en la cuarta división nacional hasta que desciende en la temporada 1986/87, regresando a la cuarta división nacional en la temporada 1990/91 para descender tras solo una temporada.
Fue hasta entrar al entrar al siglo XXI que el club retornaría a los torneos a escala nacional donde jugaría en la Delta Ethniki por cuatro temporadas no consecutivas entre 2002 y 2007 cuando desciende a las ligas regionales. En la temporada 2017/18 logra por primera vez jugar en la Gamma Ethniki, y tras solo una temporada y por la reforma al sistema de competición de liga de Grecia logra por primera vez jugar en la Beta Ethniki para la temporada 2019/20.

## Palmarés
- Campeonato de Chalkidiki (6): 1982–83, 1987–88, 1990–91, 2001–02, 2003–04, 2017–18
- Copa de Chalkidiki (9): 1981–82, 1984–85, 1986–87, 1987–88, 1988–89, 1991–92, 2003–04, 2016–17, 2018–19